# Nemotaulius hostilis
Nemotaulius hostilis är en nattsländeart som först beskrevs av Hagen 1873.  Nemotaulius hostilis ingår i släktet Nemotaulius och familjen husmasknattsländor. Inga underarter finns listade i Catalogue of Life.